# Matej Mohorič
Matej Mohorič, né le 19 octobre 1994 à Kranj, est un coureur cycliste slovène, membre de l'équipe Bahrain Victorious. Champion du monde juniors en 2012 et des moins de 23 ans en 2013, il a ensuite remporté le BinckBank Tour 2018, Milan-San Remo 2022 et une étape sur chacun des trois grands tours. Il est aussi champion du monde de gravel en 2023

## Biographie

### Débuts
Matej Mohorič naît le 19 octobre 1994 à Kranj en Slovénie.

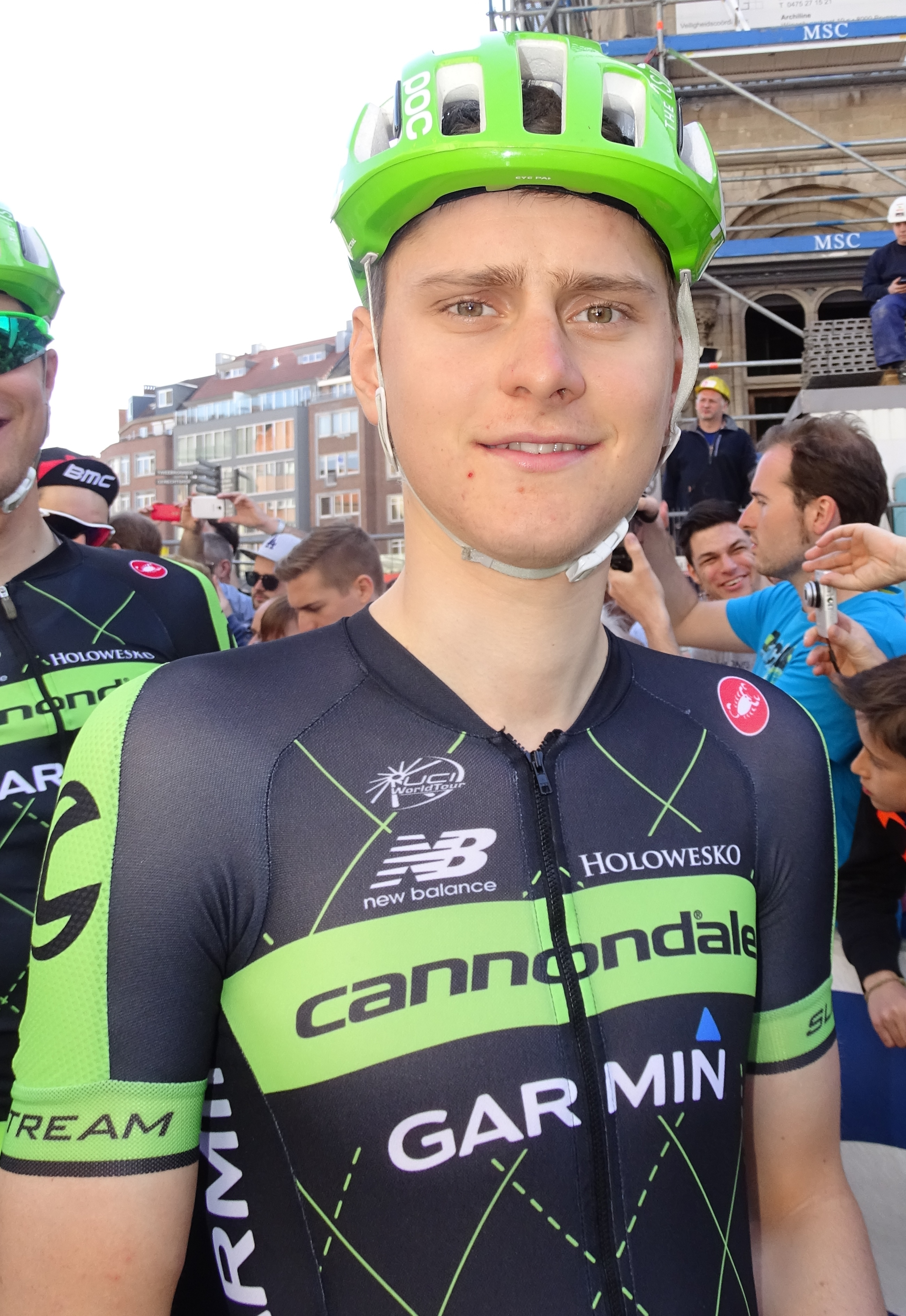
Matej Mohorič lors du départ de la Flèche brabançonne 2015 à Louvain.

En 2011, il devient champion de Slovénie du contre-la-montre juniors (moins de 19 ans). L'année suivante, il prend la deuxième place. En outre, il remporte le Tour d'Autriche juniors, le Giro della Lunigiana, le Giro di Basilicata et remporte deux médailles aux championnats d'Europe juniors, l'argent sur le contre-la-montre et le bronze sur la course en ligne. Le point culminant de son année sportive est son titre de champion du monde sur route juniors. Il remporte aussi la médaille d'argent sur le contre-la-montre.
En 2013, pour sa première année chez les espoirs, il rejoint l'équipe Sava et devient Champion de Slovénie du contre-la-montre espoirs. En fin de saison, il décroche le titre mondial chez les espoirs à Florence. Il devient ainsi le premier coureur à remporter consécutivement les titres mondiaux juniors et espoirs. Pour gagner, il utilise sa technique où il s'assoit sur le cadre en descente, tout en pédalant.
Ses résultats lui permettent de rejoindre en 2014, à 19 ans, l'équipe World Tour Cannondale qui devient Cannondale-Garmin en 2015. À la fin de l'année 2015 il signe, comme son compatriote Marko Kump, un contrat avec l'équipe Lampre-Merida. 
En février 2016, Mohorič, aligné sur le Tour du Qatar, ne termine pas l'épreuve en raison d'une chute au cours de la première étape qui a pour lui comme conséquence une fracture au coude gauche. En mai, il se classe 98e du Tour d'Italie et termine pour la première fois un grand tour. Aux championnats de Slovénie, il termine deuxième du contre-la-montre derrière Primož Roglič. À la fin de la saison, il obtient sa première victoire professionnelle lors de la sixième étape du Tour de Hainan.
Au mois d'août 2017 il fait le choix de ne pas renouveler son contrat avec l'équipe UAE Abu Dhabi pour rejoindre la formation Bahrain-Merida en 2018. Il remporte sa première étape sur un grand tour lors de la septième étape du Tour d'Espagne.

### Chez Bahrain (depuis 2018)

#### 2018: Tour du Benelux et Tour d'Allemagne
Au printemps 2018, lors du Tour d'Italie, il remporte la dixième étape arrivant à Gualdo Tadino, devant l'Allemand Nico Denz. En août, il termine seizième du championnat d'Europe sur route à Glasgow. Quelques jours plus tard il remporte le BinckBank Tour, ou Tour du Benelux, sa première course World Tour. Puis il gagne la troisième étape du Tour d'Allemagne, le 25 août, et il devient le vainqueur final de cette épreuve rétablie en 2018 après neuf ans d'interruption.

#### 2019-2020: peu de succès
En 2019, il se classe cinquième de Milan-San Remo et neuvième de Gand-Wevelgem. En juillet, il participe à son premier Tour de France. Dans la foulée, il gagne la 7e étape du Tour de Pologne. Début octobre, à l'issue de la deuxième étape du Tour de Croatie, il percute un assistant après la ligne d'arrivée et chute lourdement. Il souffre de deux fractures de côtes, un pneumothorax et une hémorragie au diaphragme,.
Présent sur le Tour d'Espagne 2020, il chute au cours de la deuxième étape, ce qui lui cause une fracture à une omoplate. Il ne repart pas le lendemain. Lors de Liège-Bastogne-Liège 2020, il est l'auteur d'une descente rapide vers Liège qui lui permet de revenir sous la flamme rouge sur le quatuor de tête qu'il attaque d'emblée mais il est repris et se classe à la 4e place.

#### 2021: victoires sur le Tour de France
Lors du Tour d'Italie 2021, il doit abandonner après une chute au cours de la neuvième étape. Mais le 2 juillet, il remporte au Creusot la septième étape du Tour de France, après être sorti seul d'une échappée dans le Morvan. Le 16 juillet, il remporte à Libourne la dix-neuvième étape, qui semblait promise aux sprinteurs : parti dès le premier kilomètre dans un groupe de six coureurs, rejoints par quatorze autres, Mohorič s'est extirpé à 25 km de l'arrivée pour gagner en solitaire.

#### 2022: Milan-San Remo
Le 19 mars 2022, il s'offre la plus grande victoire de sa carrière en remportant la classique Milan-San Remo. Il s'impose après une attaque dans la descente du Poggio, alors que des favoris comme Wout van Aert, Tadej Pogačar ou encore Mathieu van der Poel s'étaient neutralisés dans l'ascension. Il révèle après la course que cette attaque dans la descente était préméditée et qu'une stratégie avait été mise en place dans cette perspective lors de la préparation hivernale. Il optimise ainsi ses qualités intrinsèques de descendeur par l'utilisation d'une tige de selle télescopique, ce qui lui permet de modifier sa hauteur de selle depuis son guidon et d'avoir un centre de gravité plus bas en descente, renforçant ainsi sa vitesse en descente. Il dispose également d'un frein à disques d'un diamètre plus important que d'habitude à l'avant, ce qui rend son freinage plus puissant. Ces équipements alourdissent son vélo, ce qui se révèle être un inconvénient en montée mais un avantage en descente. Une semaine plus tard, il est quatrième du Grand Prix E3 et neuvième de Gand-Wevelgem. Lors de Paris-Roubaix, il se montre offensif et arrive dans un groupe de quatre qui se joue la deuxième place sur le vélodrome. Il termine finalement dernier du groupe au sprint et doit se contenter de la cinquième place. Il reprend les courses en Slovénie en juin, puis participe au Tour de France. Il y obtient des résultats en deçà de ses attentes avec une 86e place, sans peser sur la course. Des analyses sanguines réalisées après la course montrent qu'il a été positif au SARS-CoV-2 ainsi que « probablement » atteint par le virus d'Epstein-Barr, ce qui retarde sa reprise des compétitions de fin de saison. En octobre, il retrouve la victoire en remportant le classement général du Tour de Croatie, devançant Jonas Vingegaard d'une petite seconde par le jeu des bonifications. Deuxième du Tour du Piémont, il conclut sa saison sur le Tour de Lombardie (61e) en ayant couru les cinq Monuments.

#### 2023: Tour de Pologne et victoire d'étape sur le Tour de France, champion du monde de gravel
Le 21 juillet 2023, il remporte à Poligny, dans le Jura, la 19e étape du Tour de France, juste devant Kasper Asgreen. Du 29 juillet au 4 août, il participe au Tour de Pologne. Il y remporte le classement général ainsi que la 2e étape à Karpacz battant João Almeida dans un sprint à deux et se classe deux fois deuxième lors des 3e et 5e étapes. Il s'agit de la deuxième victoire de sa carrière sur une course à étapes du calendrier UCI World Tour. Le 27 août, il remporte la 5e et dernière étape du Renewi Tour à Bilzen en dépassant sur la ligne Matteo Trentin. Il termine à la septième place du classement général de cette course remportée par Tim Wellens. En octobre, il devient en Vénétie, le deuxième champion du monde de gravel de l'histoire en devançant Florian Vermeersch et Connor Swift.

#### 2024
Le 1er février 2024, il remporte la deuxième étape du Tour de Valence après avoir distancé le peloton dans la descente de l'Alto Pla de Corrals, prouvant une fois de plus ses qualités de descendeur, il devance Giovanni Lonardi et Simone Consonni à l’arrivée.

## Position«Mohorič»
Descendeur extrêmement véloce, il est le premier à introduire dans le peloton la position aérodynamique « à la Mohorič », consistant pour le coureur lors d'une descente à s'asseoir sur le cadre en allongeant son torse le long du cadre jusqu'au cintre.
Cette position peu académique permettant de réels gains de vitesse s'est rapidement imposée parmi les coureurs du peloton avant d'être interdite pour sa supposée dangerosité par l'Union cycliste internationale à partir d'avril 2021. Indépendamment de cette position finalement interdite, Mohorič est catalogué comme étant un des meilleurs descendeurs du peloton, voire le meilleur descendeur, sa victoire à Milan-San Remo en 2022 grâce à sa descente du Poggio en étant la preuve.

## Palmarès, résultats et classements

### Coureur amateur
- 2010
  - 3e de la Coppa d'Oro
- 2011
  -  Champion de Slovénie du contre-la-montre juniors
  - Tour du Frioul Juniors :
    - Classement général
    - 1re étape

  - 2e du Tour d'Istrie
  - 2e de la Coppa Montes
  - 3e du Trofeo Guido Dorigo
  - 3e du Grand Prix Général Patton
- 2012
  -  Champion du monde sur route juniors
  - Classement général du Tour de Haute-Autriche juniors
  - Classement général du Giro della Lunigiana
  - Giro di Basilicata :
    - Classement général
    - 1re, 2e, 3eb (contre-la-montre) et 4e étapes

  - 2e du championnat de Slovénie du contre-la-montre juniors
  -  Médaillé d'argent du championnat du monde du contre-la-montre juniors
  -  Médaillé de bronze du championnat d'Europe du contre-la-montre juniors
  - 4e du championnat d'Europe sur route juniors
- 2013
  -  Champion du monde sur route espoirs
  -  Champion de Slovénie du contre-la-montre espoirs

### Coureur professionnel
| - 2016 - Champion de Slovénie du contre-la-montre espoirs - 6e étape du Tour de Hainan - 2e du championnat de Slovénie du contre-la-montre - 2e du championnat de Slovénie sur route espoirs - 3e du Tour de Hainan - 2017 - 7e étape du Tour d'Espagne - Hong Kong Challenge - 3e du championnat de Slovénie sur route - 6e du Tour du Guangxi - 2018 - Champion de Slovénie sur route - Grand Prix de l'industrie et de l'artisanat de Larciano - 10e étape du Tour d'Italie - 1re étape du Tour d'Autriche - Classement général du BinckBank Tour - Tour d'Allemagne : - Classement général - 3e étape - 3e du Tour de Slovénie - 2019 - 7e étape du Tour de Pologne - 3e du Grand Prix de Lugano - 5e de Milan-San Remo - 9e de Gand-Wevelgem - 2020 - 3e du championnat de Slovénie sur route - 4e de Liège-Bastogne-Liège - 10e de Milan-San Remo - 2021 - Champion de Slovénie sur route - 7e et 19e étapes du Tour de France - 7e étape du Benelux Tour - 2e du Tour de Pologne - 2e de la Classique de Saint-Sébastien - 2e du Benelux Tour - 9e de l'Amstel Gold Race - 10e de Liège-Bastogne-Liège | - 2022 - Milan-San Remo - Classement général du Tour de Croatie - 2e du Tour du Piémont - 4e de l'E3 Saxo Bank Classic - 5e de Paris-Roubaix - 9e de Gand-Wevelgem - 2023 - 5e étape du Tour de Slovénie - 19e étape du Tour de France - Tour de Pologne : - Classement général - 2e étape - 5e étape du Renewi Tour - 4e étape du Tour de Croatie - 2e du Tour de Slovénie - 3e de Kuurne-Bruxelles-Kuurne - 3e du championnat de Slovénie sur route - 5e du Grand Prix cycliste de Québec - 6e des Strade Bianche - 7e de l'E3 Saxo Bank Classic - 7e du Renewi Tour - 8e de Milan-San Remo - 2024 - Champion de Slovénie du contre-la-montre - 2e étape du Tour de la Communauté valencienne - 3e de la Japan Cup - 5e des Strade Bianche - 6e de Milan-San Remo - 6e du Tour de Pologne - 8e du Renewi Tour - 2025 - 2e du Tour de La Provence |  |

### Résultats sur les grands tours

#### Tour de France
7 participations
- 2019 : 119e
- 2020 : 76e
- 2021 : 31e, vainqueur des 7e et 19e étapes
- 2022 : 86e
- 2023 : 72e, vainqueur de la 19e étape
- 2024 : 127e
- 2025 : 126e

#### Tour d'Italie
4 participations
- 2016 : 98e
- 2017 : 135e
- 2018 : 30e, vainqueur de la 10e étape
- 2021 : abandon (9e étape)

#### Tour d'Espagne

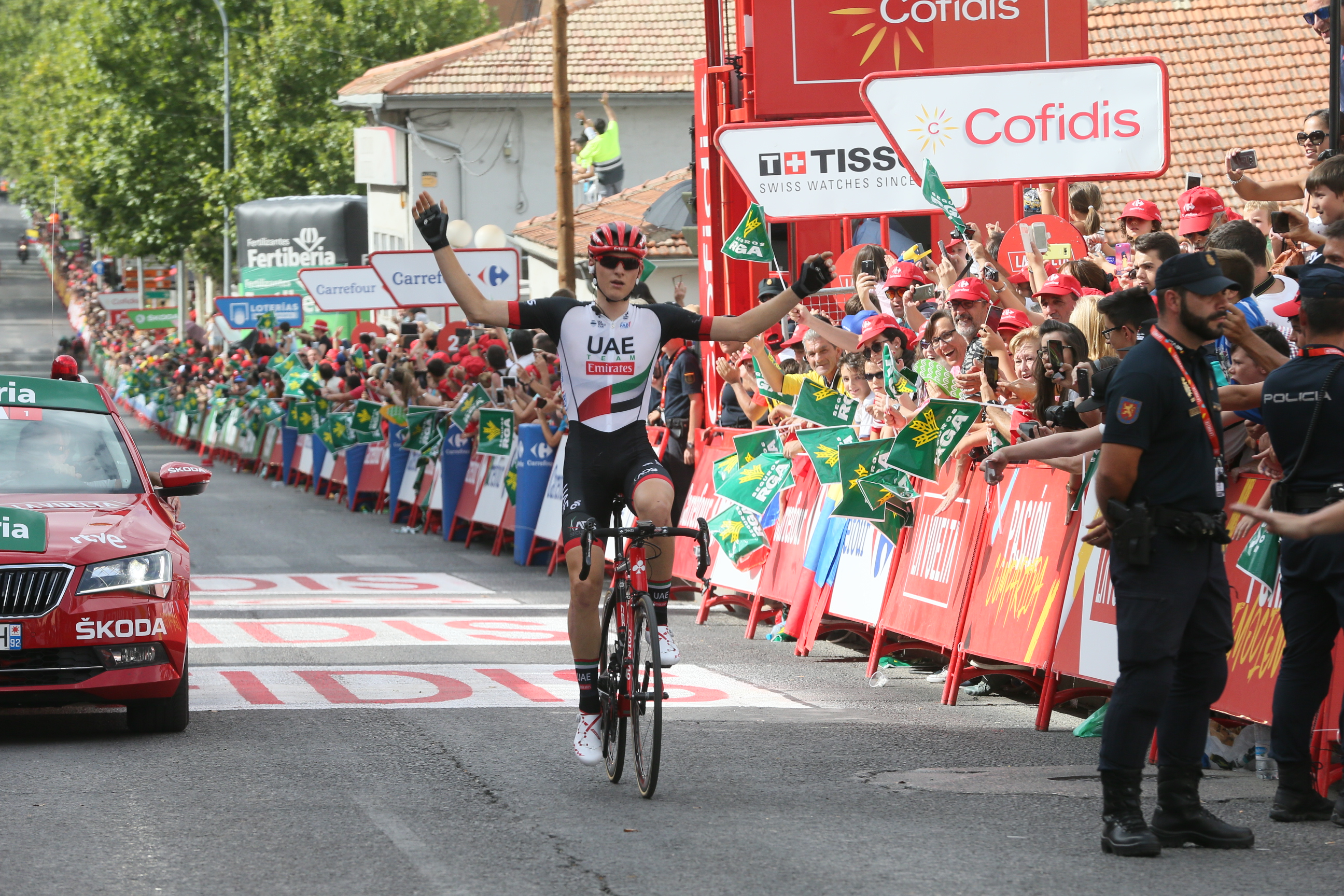
Matej Mohorič lors de sa victoire sur la 7e étape du Tour d'Espagne 2017.

3 participations
- 2015 : abandon (6e étape)
- 2017 : 30e, vainqueur de la 7e étape
- 2020 : non-partant (3e étape)

### Classiques et grands championnats
Ce tableau présente les résultats de Matej Mohorič sur les courses d'un jour de l'UCI World Tour auxquelles il a participé, ainsi qu'aux différentes compétitions internationales.
| Légende | Légende | Légende | Légende     | Légende | Légende              | Légende | Légende       |
| ------- | ------- | ------- | ----------- | ------- | -------------------- | ------- | ------------- |
| AB      | Abandon | HD      | Hors-délais | -       | Pas de participation | ×       | Pas d'épreuve |

| Année | Circuit Het Nieuwsblad | Strade Bianche | Milan-San Remo (Mo) | Grand Prix E3 | Gand-Wevelgem | À travers les Flandres | Tour des Flandres (Mo) | Paris-Roubaix (Mo) | Amstel Gold Race | Flèche wallonne | Liège-Bastogne-Liège (Mo) | Eschborn-Francfort | Classique de Saint-Sébastien | EuroEyes Cyclassics | Bretagne Classic | Grand Prix de Québec | Grand Prix de Montréal | Tour de Lombardie (Mo) | Europe - Course en ligne | JO - course en ligne | Mondial - CLM | Mondial - course en ligne |
| ----- | ---------------------- | -------------- | ------------------- | ------------- | ------------- | ---------------------- | ---------------------- | ------------------ | ---------------- | --------------- | ------------------------- | ------------------ | ---------------------------- | ------------------- | ---------------- | -------------------- | ---------------------- | ---------------------- | ------------------------ | -------------------- | ------------- | ------------------------- |
| 2014  | -                      | -              | -                   | -             | -             | -                      | -                      | -                  | 112e             | 137e            | 127e                      | -                  | -                            | -                   | -                | 78e                  | 62e                    | -                      | x                        | x                    | 56e           | -                         |
| 2015  | -                      | -              | -                   | -             | -             | -                      | -                      | -                  | AB               | AB              | AB                        | -                  | -                            | -                   | -                | -                    | -                      | -                      | x                        | x                    | -             | -                         |
| 2016  | -                      | -              | -                   | -             | -             | -                      | -                      | -                  | 99e              | -               | -                         | -                  | -                            | 70e                 | 116e             | 86e                  | 28e                    | -                      | -                        | AB                   | -             | -                         |
| 2017  | -                      | 80e            | 57e                 | -             | -             | -                      | -                      | -                  | 86e              | 127e            | 93e                       | -                  | -                            | -                   | -                | -                    | -                      | -                      | 50e                      | x                    | -             | 91e                       |
| 2018  | -                      | 11e            | 25e                 | -             | -             | -                      | -                      | -                  | -                | -               | -                         | -                  | -                            | -                   | -                | 22e                  | 41e                    | 56e                    | 16e                      | x                    | -             | AB                        |
| 2019  | -                      | -              | 5e                  | 27e           | 9e            | 15e                    | 41e                    | 70e                | 46e              | 49e             | 36e                       | 11e                | -                            | -                   | 11e              | 36e                  | 26e                    | -                      | -                        | x                    | -             | AB                        |
| 2020  | -                      | 19e            | 10e                 | x             | -             | x                      | -                      | x                  | x                | 25e             | 4e                        | x                  | x                            | x                   | -                | x                    | x                      | -                      | -                        | x                    | -             | -                         |
| 2021  | -                      | 56e            | 11e                 | -             | -             | -                      | -                      | AB                 | 9e               | 57e             | 10e                       | -                  | 2e                           | x                   | -                | x                    | x                      | AB                     | 13e                      | -                    | -             | 14e                       |
| 2022  | 17e                    | AB             | Vainqueur           | 4e            | 9e            | -                      | 21e                    | 5e                 | 13e              | -               | 37e                       | -                  | AB                           | -                   | -                | 54e                  | AB                     | 61e                    | -                        | x                    | -             | -                         |
| 2023  | 21e                    | 6e             | 8e                  | 7e            | 43e           | -                      | AB                     | 29e                | 33e              | 23e             | 40e                       | -                  | -                            | -                   | -                | 5e                   | 18e                    |                        |                          | x                    | -             | -                         |

### Classements mondiaux
| Année                                 | 2013 | 2014 | 2015 | 2016 | 2017 | 2018 | 2019 | 2020 | 2021 | 2022 | 2023 | 2024 |
| ------------------------------------- | ---- | ---- | ---- | ---- | ---- | ---- | ---- | ---- | ---- | ---- | ---- | ---- |
| UCI World Tour                        |      | nc   | nc   | nc   | 117e | 59e  |      |      |      |      |      |      |
| Classement mondial                    |      |      |      | 869e | 102e | 36e  | 96e  | 86e  | 12e  | 28e  | 20e  | 73e  |
| UCI Europe Tour                       | 53e  |      |      | 717e | 461e | 16e  | 78e  | 71e  | 10e  | 22e  | 19e  | 58e  |
| UCI Asia Tour                         | nc   |      |      | nc   | 8e   | nc   |      |      |      |      |      |      |
|                                       |      |      |      |      |      |      |      |      |      |      |      |      |
| Légende : nc = non classéSource : UCI |      |      |      |      |      |      |      |      |      |      |      |      |

## Palmarès en gravel
- Vénétie 2023
  -  Champion du monde de gravel